# Rossi-Forel-Skala
Die Rossi-Forel-Skala ist eine historische Skala zur Einteilung von Erdbeben nach ihrer Intensität, die 1881 und 1883 von Michele Stefano de Rossi und François-Alphonse Forel veröffentlicht wurde. Nach einigen Vorläufern im 16. bis 18. Jahrhundert ist sie die älteste der gebräuchlichen Intensitätsskalen und wird heute noch in der Schweiz angewendet. Im Gegensatz zu den meisten anderen heute noch gebräuchlichen Skalen mit 12 Stärkegraden besitzt die Rossi-Forel-Skala 10 Intensitätsstufen.
Im Gegensatz zu Magnitudenskalen, wie etwa die bekannte Richterskala, beschreibt eine Intensitätsskala diejenigen Auswirkungen eines Erdbebens auf Landschaft, Straßen oder Gebäude, die ohne Instrumente wahrgenommen werden können (Makroseismik). Je nach örtlichen Gegebenheiten kann ein einzelnes Beben, das nach einer solchen Skala eingestuft wurde, an verschiedenen Orten unterschiedliche Stärken besitzen. Beispiele anderer Intensitätsskalen sind etwa die JMA-Skala, die Europäische Makroseismische Skala (EMS-Skala) oder die Mercalliskala.
| Stärkegrad | Beobachtung |
| ---------- | --- |
| I          | Nur von einem geübten Beobachter bemerkbar, mit Seismographen regristrierbar. |
| II         | Wenige in Ruhe befindliche Menschen spüren das Beben. |
| III        | Mehrere in Ruhe befindliche Menschen spüren das Beben. |
| IV         | Auch arbeitende oder anderweitig beschäftigte Menschen spüren das Beben. Fenster, Türen und Dielen geben Geräusche von sich, bewegliche Gegenstände werden erschüttert. |
| V          | Das Beben wird allgemein wahrgenommen. Auch größere Gegenstände werden erschüttert, einzelne frei hängende kleinere Glocken (Hausglocken) schlagen an. |
| VI         | Selbst Schlafende erwachen. Größere Einrichtungsgegenstände wie Stehlampen schwanken, mechanische (Pendel-)Uhren bleiben stehen. Alle frei hängenden kleineren Glocken (Hausglocken) schlagen an. Sichtbares Schwanken von Pflanzen, vor allem von Bäumen und Sträuchern. Einzelne Personen flüchten vor Schreck aus ihren Häusern. |
| VII        | Allgemeines Erschrecken. Bewegliche Gegenstände stürzen um, größere Glocken wie Kirchenglocken schlagen an. Kleinere Gebäudeschäden (Herausbrechen von Wand- oder Deckenputz), jedoch im Allgemeinen noch keine Schäden an der Bauwerksstruktur.                                                                                    |
| VIII       | Gebäudeschäden wie Mauerrisse und herabfallende Kamine |
| IX         | Gebäudeschäden oder komplette Zerstörung von Gebäuden |
| X          | Katastrophe, Veränderung der Erdoberfläche |